# Sopřeč
Sopřeč är en ort i Tjeckien.   Den ligger i regionen Pardubice, i den centrala delen av landet, 80 km öster om huvudstaden Prag. Sopřeč ligger 224 meter över havet och antalet invånare är 268. Den ligger vid sjön Sopřečsky Rybník.
Terrängen runt Sopřeč är platt.Runt Sopřeč är det ganska tätbefolkat, med 111 invånare per kvadratkilometer. Närmaste större samhälle är Pardubice, 16,7 km öster om Sopřeč. Omgivningarna runt Sopřeč är en mosaik av jordbruksmark och naturlig växtlighet.